# Albarello (Apothekengefäß)

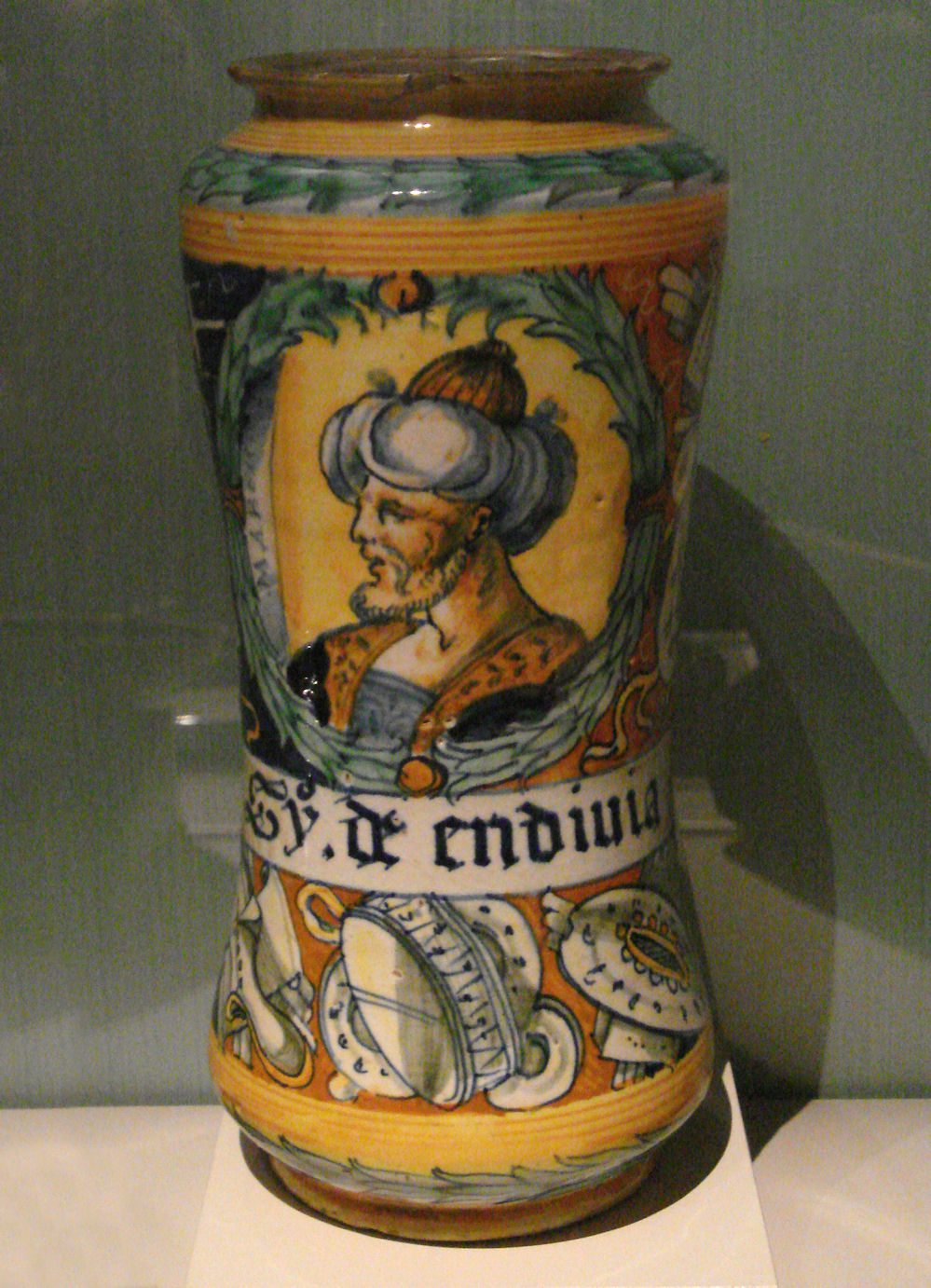
Albarello mit Darstellung eines Türken, Faenza, 1555.

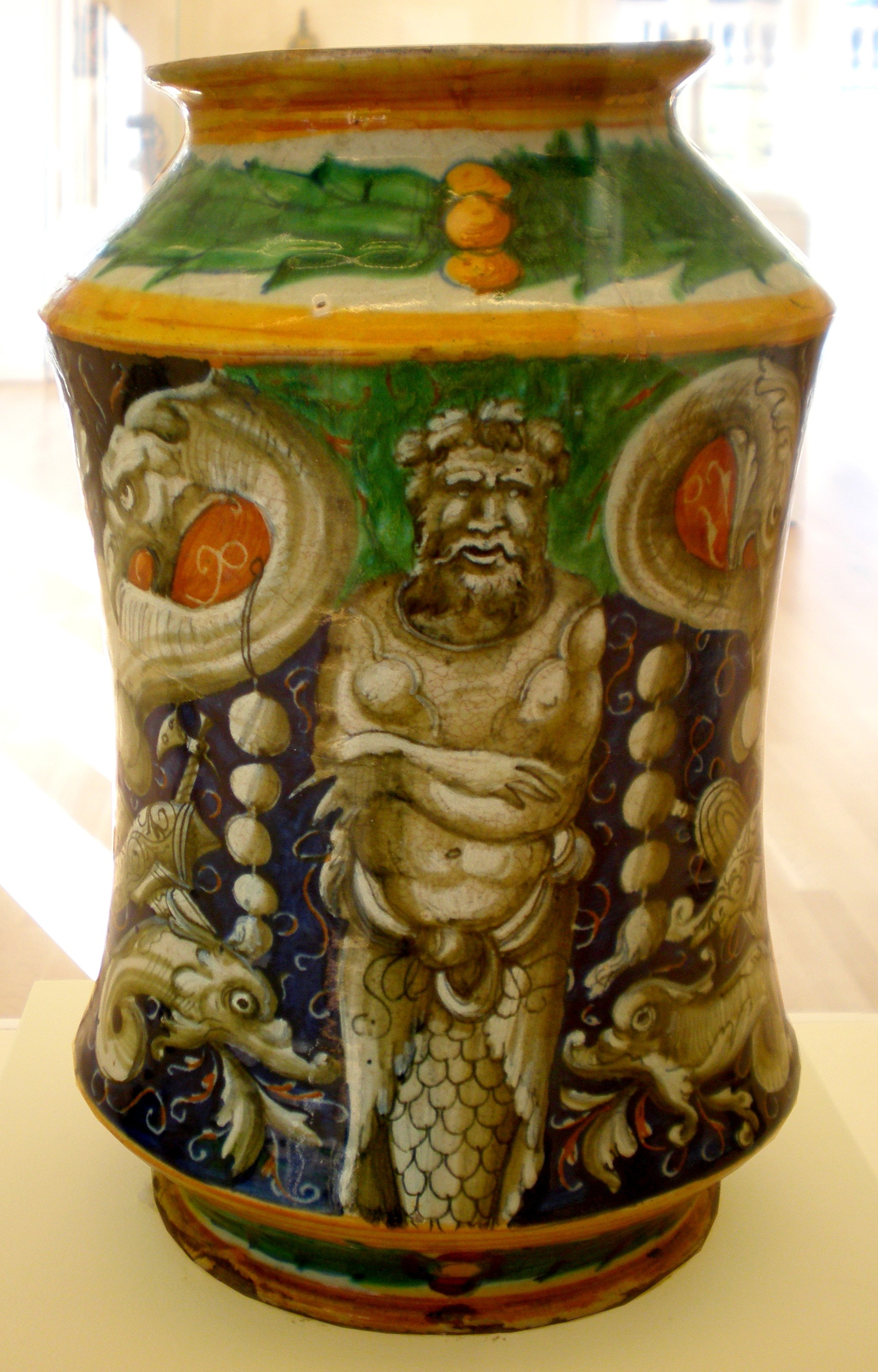
Castel Durante, um 1550–55 (Legion of Honor, San Francisco)

Der Albarello (Plural: Albarelli) ist ein Apothekengefäß aus Fayence in Form eines aufrecht stehenden Zylinders mit leicht konkav eingezogener Wandung. Er hat einen eingekerbten Halsring, so dass seine Öffnung z. B. mit Pergament zugebunden werden kann. Sein Name wird von ital. "Bäumchen" abgeleitet, da im Mittelalter aus dem Orient importierte Gewürze und Drogen in Bambusstammabschnitten verpackt nach Europa kamen. Als Fayencegefäß wanderte dieser Formtyp von Persien ins maurische Spanien, von wo die dort produzierten Apothekengefäße nach Italien exportiert wurden. Seit dem 16. Jahrhundert wurden sie auch dort in allen Majolika-Zentren hergestellt, etwas später auch in Frankreich und Holland. Neben anderen Formen von Apothekengefäßen hielt sich dieser Typ bis ins 18. Jahrhundert in ganz Europa.